# Agnes Söderlund
Agnes Söderlund, född 1 november 1878 i Kristinehamns församling i Värmlands län, död 20 december 1951 i Södertälje församling i Stockholms län, var en svensk lokalpolitiker (Sparsamhets- och nykterhetspartiet). 

## Biografi
Agnes Söderlund blev 1911 en av de första 37 kvinnliga stadsfullmäktige i Sverige, och den första kvinnliga ledamoten i Södertäljes stadsfullmäktige. 
Agnes Söderlund var lärare vid landstingsseminariet i Malmköping och från 1905 vid folkskolan i Södertelje.